# Turfoproer
Het Turfoproer vond plaats in mei 1678 in de Zaanstreek. Het was gericht tegen de belastingpachter Van der Steng, als protest tegen een belastingverhoging op turf door verkleining van de turfmaat bij gelijkblijvende belasting per maat.
Aanvankelijk kwamen voornamelijk Zaanse vrouwen in opstand. De huizen van diverse pachters, onder andere het huis van Van der Steng, werden vernield en leeggeroofd. De baljuws met schutterij, onder andere die van Beverwijk bleken niet in staat de orde te handhaven. Het oproer breidde zich uit van Oost- naar Westzaandam en verder naar Zaandijk, Krommenie, Westzaan en zelfs in Wormer. Hierna bemoeiden de Staten van Holland en West-Friesland zich met het oproer. Inkwartiering van ordehandhavers, een avondklok, en definitieve invoering van de nieuwe kleinere turfmaat waren het gevolg. Negen personen werden gearresteerd waarvan er twee echter weer bevrijd werden.
Op 20 juni werden alle overige gearresteerden veroordeeld tot geseling, brandmerking en/of verbanning. Drie Zaandammers en een inwoner van Wormer werden ter dood veroordeeld en op 24 en 25 juni in Den Haag opgehangen. Als waarschuwing aan de Zaanstreek werden hun stoffelijk overschotten nogmaals aan speciaal daarvoor opgezette galgen gehangen in West-Zaandam. In de nacht van 19 op 20 augustus zaagden opstandelingen de galgen om en werden de lijken op een onbekende plek begraven. Sinds die tijd is de bijnaam van Zaandammers: Galgenzagers.